# Église Saint-Jean-Baptiste de Jaunac
L'église Saint-Jean-Baptiste de Jaunac est une église catholique située à Tibiran-Jaunac, dans le département français des Hautes-Pyrénées en France.

## Description

### Extérieur
Une cloche en bronze datant de 1533 où sont gravées les armoiries : "écu portant les armes de Foix, Béarn, Comminges et Mauléon" est classée au titre objet des monuments historiques depuis 1907.

### Intérieur
Le chemin de croix a été réalisé avec de la terre cuite, les pièces moulées sont placées sur des panneaux en bois.
L'humidité extérieure s'infiltre dans l'ensemble des parois et de la voûte de l'église, laissant apparaître des tâches, des fissures et des décollements de morceaux de plâtre.
Une fissure importante s'est formée en haut de l'abside laissant apparaître une ouverture sur l'extérieur où peuvent entrer des oiseaux salissant le mobilier intérieur.

#### Lanef

##### Lebaptistère
La cuve baptismale est en marbre noir.

#### Lechœur
La tableau représentant la crucifixion de Jésus a été peint par Chavauty en 1860. Au pied de la croix sont représentés les trois Maries (à gauche : la Vierge Marie avec Marie Jacobé, et à droite : Marie Madeleine).

##### Les maîtres-autels
L'ensemble ancien maître-autel et tabernacle
Il était utilisé avant le concile Vatican II, lorsque le prêtre célébrait la messe dos aux fidèles.
Le maître-autel est en bois sculpté avec des peintures imitant le marbre. Sur la façade est représenté l'Agneau de Dieu.
Sur le maître-autel est placé un buste sculpté en bois de Jésus avec la couronne d'épines.
Le nouveau maître-autel
Le nouveau est en bois, il est recouvert d'un voile.
Il a été mis en place après le concile Vatican II, ainsi le prêtre célèbre la messe face aux fidèles.

##### Latabernacle
Le tabernacle dédié à la Vierge Marie est en bois sculpté et doré.
Sur la partie supérieure du tabernacle sont placées six statuettes :
- Deux évêques sont placés aux extrémités (saint Bertrand et saint Saturnin),
- Au centre est placée la Vierge à l'Enfant avec de chaque côté un ange tenant un chophar.
- Au sommet du tabernacle est placée une statuette de Jésus-Christ symbolisant l'Ascension de Jésus.

Sur la partie inférieure du tabernacle est représentée la scène de l'Annonciation en deux parties :
- À gauche, l'archange Gabriel annonce sa maternité divine.
- À droite, Marie est en position de prière en lisant des psaumes, et se retourne avec surprise vers l'archange Gabriel.

Quatre statuettes sont placées :
- À gauche : saint Antoine de Padoue et saint Paul.
- À droite : saint Pierre et sainte Catherine.

Au centre : sur la porte du réceptacle est représenté le Christ aux liens, avec de chaque côté un ange. Au-dessus est représenté Dieu le Père.

#### Chapelle de laVierge Marie
L'autel et le tabernacle sont en bois.
Sur la façade de l'autel sont représentés : à gauche : un chrisme, à droite : le monogramme marial composé des lettres A et M entrelacées, initiales de l’Ave Maria.
Sur l'autel est placée une statuette de sainte Jeanne d'Arc et un buste de sainte Thérèse de Lisieux.

## Galerie

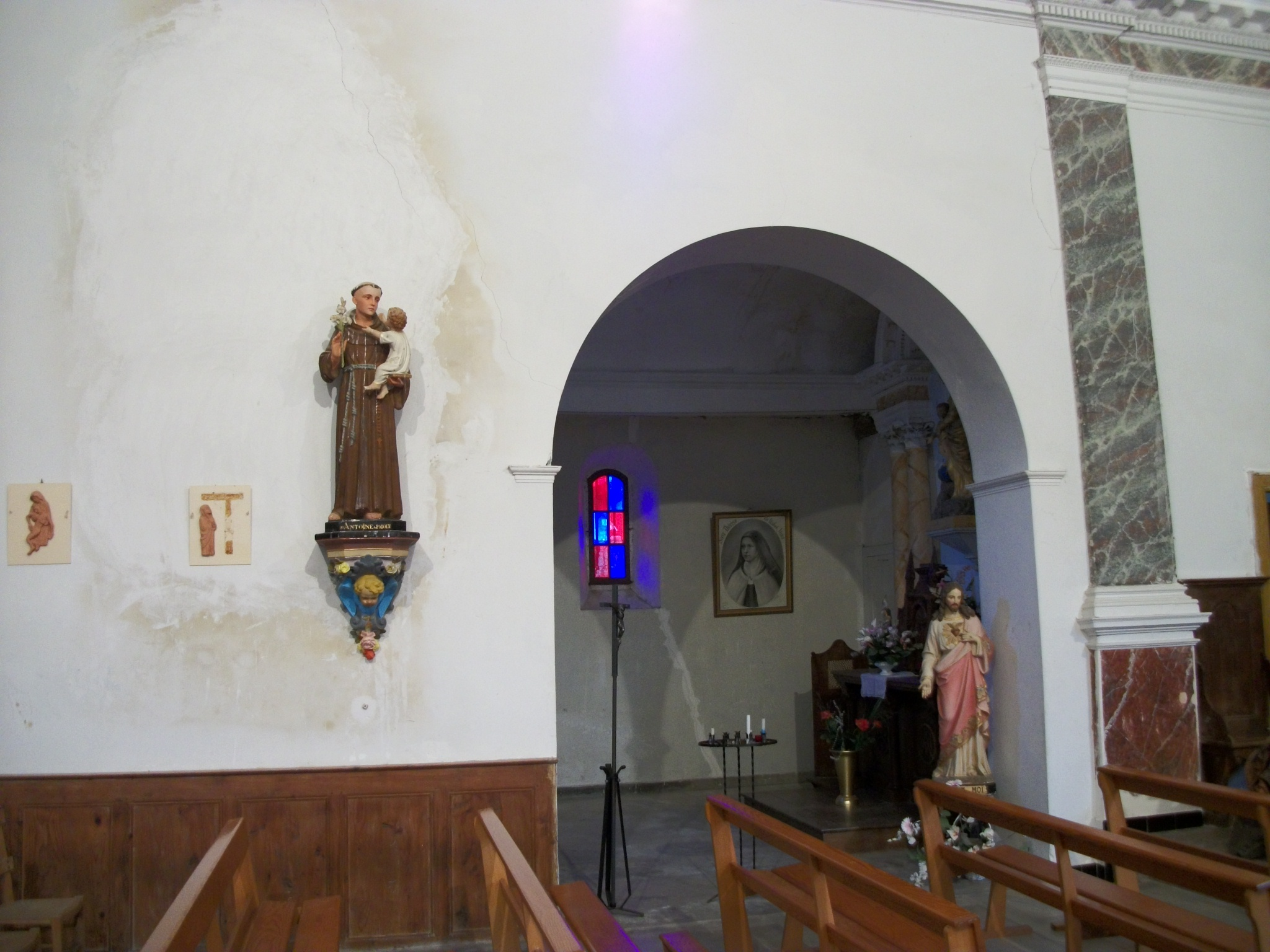
Chapelle de la Vierge Marie
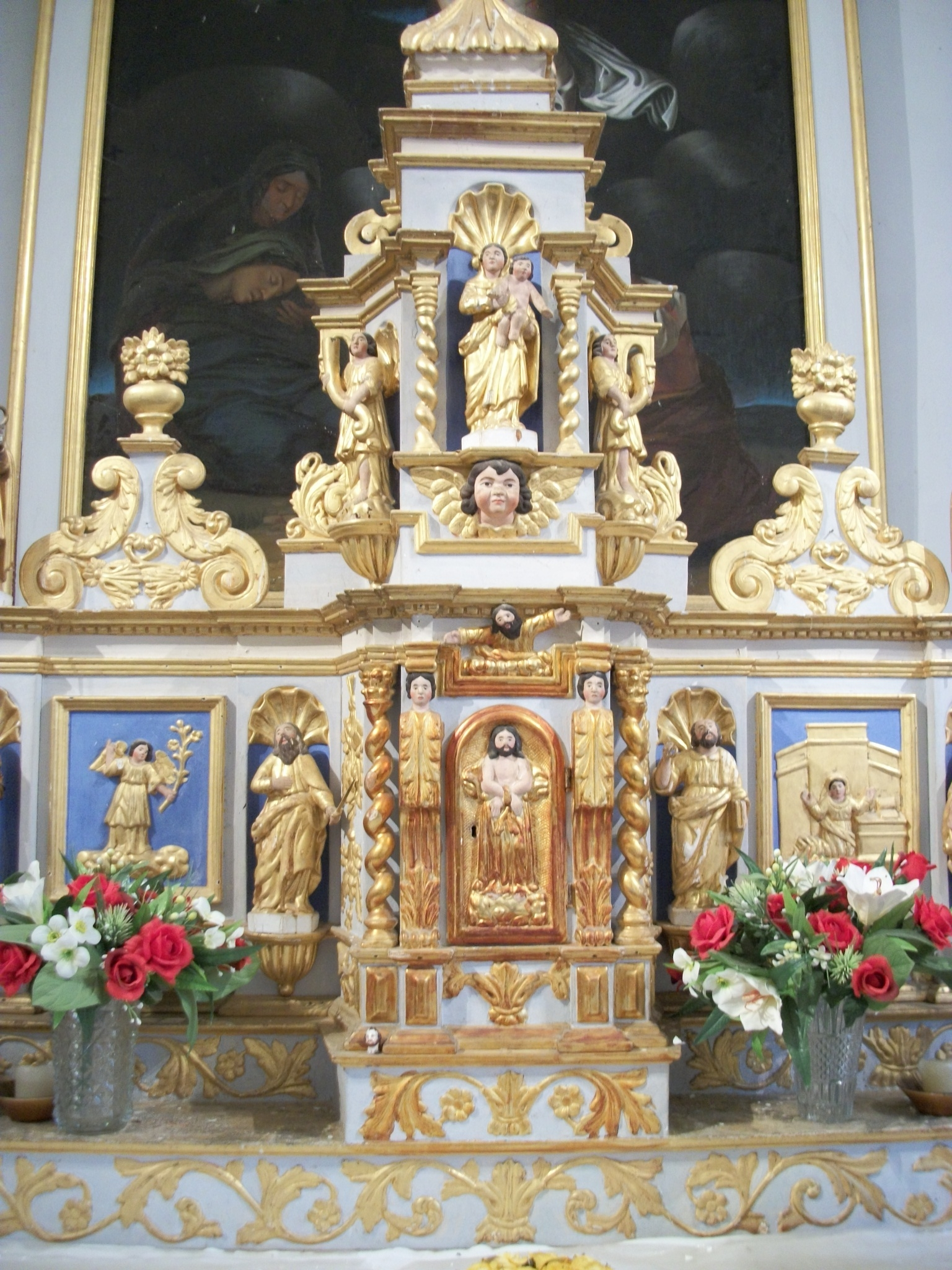
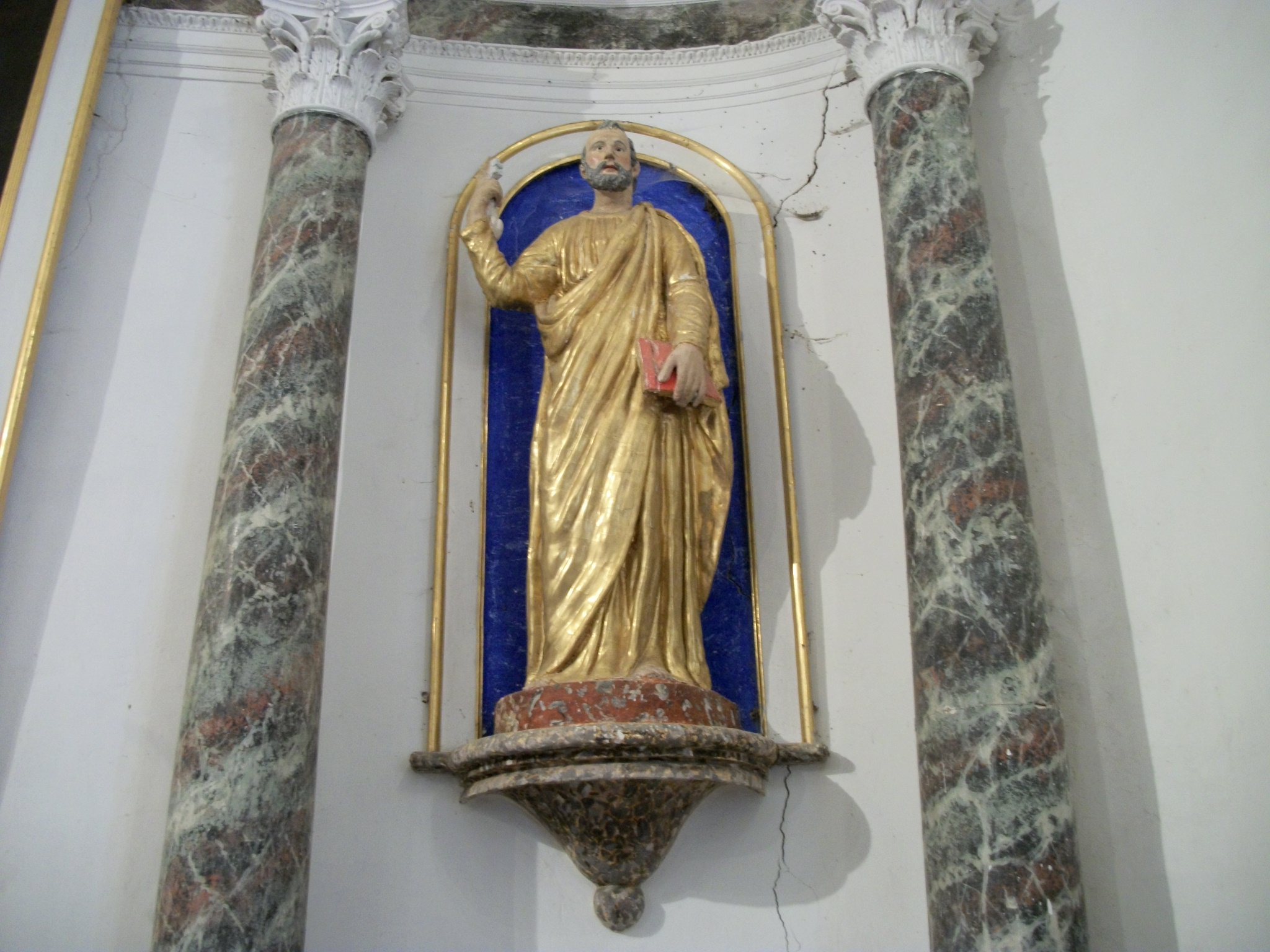
Saint Pierre
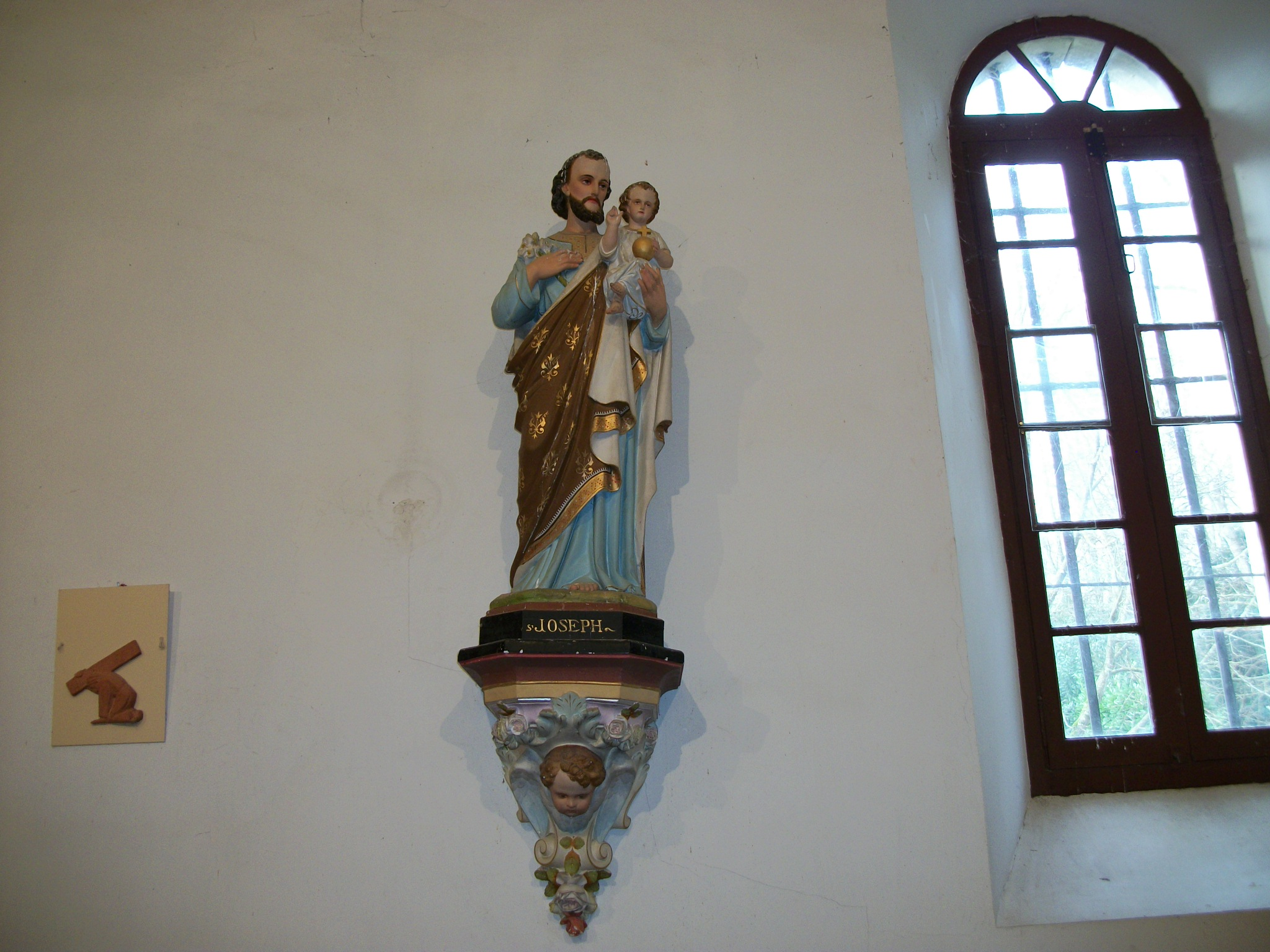
Saint Joseph avec l'Enfant Jésus
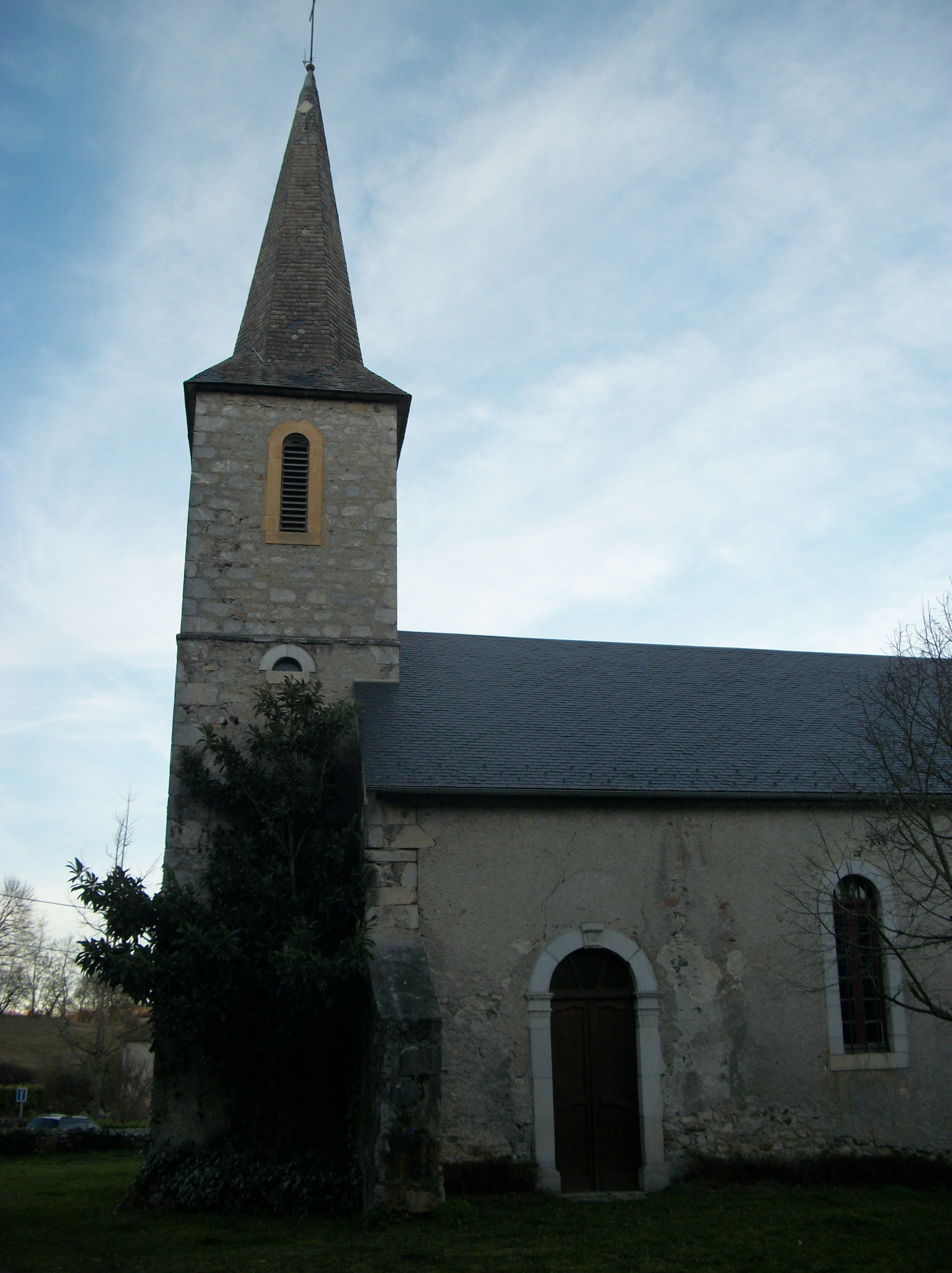